# Kanton Enghien-les-Bains
Kanton Enghien-les-Bains (fr. Canton d'Enghien-les-Bains) byl francouzský kanton v departementu Val-d'Oise v regionu Île-de-France. Tvořily ho tři obce. Zrušen byl po reformě kantonů 2014.

## Obce kantonu
- Deuil-la-Barre
- Enghien-les-Bains
- Montmagny